# Naissance en 1155
Naissance
- 1151
- 1152
- 1153
- 1154
- 1155
- 1156
- 1157
- 1158
- 1159

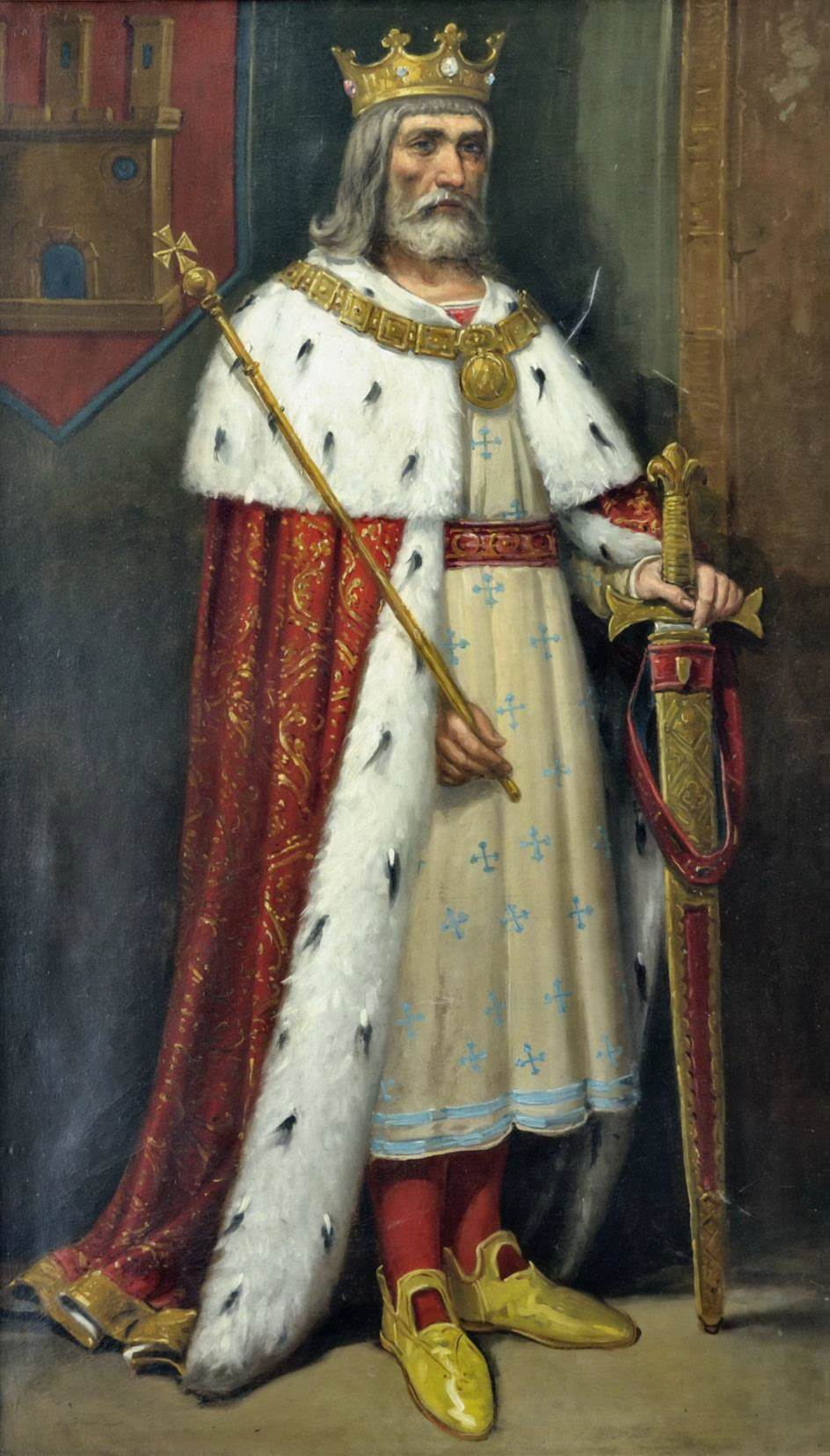
Alphonse VIII de Castille, né en 1155.

Cette page dresse une liste de personnalités nées au cours de l'année 1155 :
- 28 février : Henri le Jeune, prince angevin, roi d'Angleterre conjointement avec son père Henri II d'Angleterre.
- 17 mai : Jien, poète, historien et Bhikṣu japonais.
- 11 novembre : Alphonse VIII de Castille, roi de Castille et de Tolède.

- Benkei, ou Saitō Musashibō Benkei, sōhei (moine-guerrier) et yamabushi de l'ère Heian compagnon de Minamoto no Yoshitsune.
- Berthold du mont Carmel, ermite, fondateur de la première communauté érémitique du mont Carmel qui deviendra l'Ordre du Carmel.
- Demna de Géorgie, prétendant au trône de Géorgie.
- Étienne de Châtillon, prieur de la Chartreuse de Portes dans le Bugey, évêque de Die.
- Fujiwara no Yasuhira, dernier dirigeant du clan Ōshū Fujiwara dans la province de Mutsu, au Japon.
- Guillaume Ier des Baux-Orange, prince d'Orange et vice-roi du Royaume d'Arles.
- Henri de Dreux, évêque d'Orléans.
- Henri Raspe III, membre de la maison des Landgraves de Thuringe qui fut comte de Gudensberg en Hesse historique.
- Isaac II Ange, empereur byzantin.
- Kamo no Chōmei, auteur japonais, poète (waka) et essayiste.
- Shahab al-Din Sohrawardi, philosophe et mystique perse, fondateur de la philosophie « illuminative ».
- Taira no Tokuko, ou impératrice douairière Kenrei, dernière membre impériale du clan Taira survivante du modeste navire portant l'empereur à la grande bataille navale de Dan-no-ura.

date incertaine (vers 1155)
- Nicétas Choniatès, administrateur et historien byzantin.
- Bernard de Fézensaguet, seigneur de Firmacon, puis vicomte de Fézensaguet.
- Folquet de Marseille, ou Foulques de Toulouse, marchand et troubadour, puis moine de l'ordre de Cîteaux et enfin évêque de Toulouse.
- Ottokar Ier de Bohême, ou Ottokar Ier Premysl, prince suzerain puis roi de Bohême.

## Crédit d'auteurs
- Cet article est partiellement ou en totalité issu de l'article intitulé « 1155 » (voir la liste des auteurs).